# Patricio Reyes
Óscar Patricio Reyes Sánchez (Arica, Chile, 16 de diciembre de 1959) es un exfutbolista chileno, que jugaba de lateral derecho.

## Trayectoria
Debutó en 1978 en Deportes Arica. En 1979 llega al club Universidad de Chile, pero solo tres años después fue titular inamovible en el equipo azul, logró ser capitán durante largas temporadas, permaneció  en la «U» hasta 1988, donde consiguió la Copa Chile en 1979, el subcampeonato de Primera División en 1980 y sufrió el descenso a la Segunda División en 1988.
En 1989 fue al Deportes La Serena y en 1990 volvió a la «U» a finalizar su carrera. En total jugó 366 partidos donde anotó 22 goles por el cuadro azul.

## Selección nacional
Fue seleccionado nacional entre 1983 y 1989. Debutó el 28 de abril de 1983, jugó la Copa América de 1987 donde fue partícipe y figura en el llamado "Cordobazo" donde la Selección de fútbol de Chile derrotó 4:0 a la Selección de fútbol de Brasil, finalmente la «roja» fue subcampeón tras caer 0:1 en la final ante Selección de fútbol de Uruguay. En la Copa América de 1989, además de las eliminatorias donde se produjo el Maracanazo de la selección chilena. Disputó 29 partidos y anotó 2 goles, fue capitán de la «roja».

### Participación en Copa América
| Copa              | Sede      | Resultado    |
| ----------------- | --------- | ------------ |
| Copa América 1987 | Argentina | Subcampeón   |
| Copa América 1989 | Brasil    | Primera fase |

## Estadísticas

### Clubes
| Club                          | País  | Año       |
| ----------------------------- | ----- | --------- |
| Universidad de Chile          | Chile | 1978-1991 |
| → Deportes Arica (cedido)     | Chile | 1978      |
| → Deportes La Serena (cedido) | Chile | 1989      |

## Palmarés

### Títulos nacionales
| Título     | Club                 | País  | Año  |
| ---------- | -------------------- | ----- | ---- |
| Copa Chile | Universidad de Chile | Chile | 1979 |